# Руско-украјински рат
Руско-украјински рат (рус. Российско-украинская война, укр. Російсько-українська війна) јесте оружани сукоб између Русије и самопроглашених република ДНР и ЛНР које она подржава, с једне стране, и Украјине, с друге стране.
У априлу 2014. демонстрације у Донбасу грађана руске националности су прерасле у оружани сукоб. Русија је подржала ДНР и ЛНР. До 2022. непријатељства су била локализована на регионима Крим и Донбас, међународно признатим као деловима Украјине. Упркос поновљеним изјавама руске стране да је сукоб у Донбасу до тада био унутарукрајинске природе, западни медији и политиколози из различитих земаља (посебно Марк Галеоти) већ дуги низ година пишу о томе да се дешава као рат између Русије и Украјине. Од 2014. у Украјини јачају неонацистичке снаге у облику парамилитарних формација које буквално преузимају све кључне полуге власти.
Од 2021. године почела је тешка криза у односима између Русије и Украјине због повећања руског присуства на граници са Украјином, што је говорило о могућности рата пуних размера. У фебруару 2022. криза се погоршала и дипломатски покушаји да се ситуација реши били су неуспешни. Украјинске снаге, предвођене националистима, нагомилавају се на положајима у Донбасу где народне милиције у покушају да одбране своју независност бране своје положаје а грађани трпе велике губитке од почетка сукоба 2014. Русија је 21. фебруара 2022. признала независност ДНР и ЛНР, а 22. фебруара послала је трупе на територију коју они контролишу. Дана 24. фебруара, Русија је покренула „специјалну операцију денацификације и демилитаризације Украјине” која је у западним центрима моћи названа инвазија на Украјину.

## Позадина

### Независна Украјина и Наранџаста револуција
Након распада Совјетског Савеза (СССР) 1991. године, Украјина и Русија су одржале блиске везе. Украјина је 1994. пристала да приступи Уговору о неширењу нуклеарног оружја као држава која нема нуклеарно оружје. Бивше совјетско нуклеарно оружје у Украјини је уклоњено и демонтирано. Заузврат, Русија, Уједињено Краљевство и Сједињене Државе пристале су да подрже територијални интегритет и политичку независност Украјине кроз Будимпештански меморандум о безбедносним гаранцијама. Русија је 1999. године била један од потписница Повеље о европској безбедности, која је „поново потврдила инхерентно право сваке државе учеснице да буде слободна да изабере или промени своје безбедносне аранжмане, укључујући уговоре о савезу, како буду еволуирали“. У годинама након распада СССР-а, неколико земаља бившег Источног блока приступило је NATO-у, делимично као одговор на регионалне безбедносне претње које укључују Русију, као што су Руска уставна криза 1993, рат у Абхазији (1992–1993) и Први чеченски Рат (1994–1996). Путин је рекао да су западне силе прекршиле обећање да неће дозволити придруживање ниједној источноевропској земљи.
Украјински председнички избори 2004. били су контроверзни. Током предизборне кампање, опозициони кандидат Виктор Јушченко био је отрован TCDD диоксином; он је касније оптужио Русију за умешаност. У новембру је премијер Виктор Јанукович проглашен за победника, упркос оптужбама за намештање гласова од стране посматрача избора. Током двомесечног периода који је постао познат као Наранџаста револуција, велики мирни протести су успешно довели у питање исход. Након што је Врховни суд Украјине поништио првобитни резултат због широко распрострањене изборне преваре, одржан је други круг избора, доводећи на власт Јушченко као председника и Јулију Тимошенко као премијерку, а Јанукович је остао у опозицији. Наранџаста револуција се често групише заједно са другим протестним покретима раног 21. века, посебно унутар бившег СССР-а, познатим као обојене револуције. Према речима Ентонија Кордесмана, руски војни официри су на такве обојене револуције гледали као на покушаје САД и европских држава да дестабилизују суседне земље и поткопају националну безбедност Русије. Руски председник Владимир Путин оптужио је организаторе руских протеста 2011–2013 да су бивши саветници Јушченка и описао протесте као покушај да се наранџаста револуција пренесе на Русију. Митинзи у корист Путина током овог периода називани су „анти-наранџастим протестима”.
На Самиту у Букурешту 2008. Украјина и Грузија су настојале да се придруже NATO-у. Одговор међу чланицама NATO-а био је подељен. Западноевропске земље су се противиле нуђењу акционих планова за чланство (MAP) Украјини и Грузији како би избегле антагонизацију Русије, док је амерички председник Џорџ В. Буш тражио њихово пријем. NATO је на крају одбио да понуди Украјини и Грузији MAP, али је такође издао саопштење у којем се слаже да ће „ове земље у једном тренутку постати чланице NATO-а“. Путин се оштро противио настојањима Грузије и Украјине за чланство у NATO-у. До јануара 2022. могућност да Украјина уђе у NATO остала је удаљена.
Јанукович је 2009. објавио своју намеру да се поново кандидује за председника на Украјинским председничким изборима 2010. године, на којима је потом победио. У новембру 2013. избио је талас великих проевропско унијских (ЕУ) протеста као одговор на Јануковичеву изненадну одлуку да не потпише Споразум о придруживању ЕУ-Украјина, и уместо тога да је изабрао ближе везе са Русијом и Евроазијском економском унијом. Дана 22. фебруара 2013. године, украјински парламент је великом већином одобрио финализацију споразума Украјине са ЕУ. После тога, Русија је извршила притисак на Украјину да одбије овај споразум претећи санкцијама. Саветник Кремља Сергеј Глазјев изјавио је да Русија не би могла да гарантује статус Украјине као државе уколико би споразум био потписан.

### Евромајдан, Револуција достојанства и проруски немири
Дана 21. фебруара 2014, након вишемесечних протеста у оквиру покрета Евромајдан, Јанукович и лидери парламентарне опозиције потписали су споразум о нагодби који је предвиђао превремене изборе. Следећег дана, Јанукович је побегао из престонице уочи гласања о опозиву којим су му одузета овлашћења председника. Рада (Украјински парламент) је 23. фебруара усвојила предлог закона о укидању закона из 2012. којим је руски језик постао службени. Предлог закона није усвојен, али је предлог изазвао негативне реакције у руским говорним подручјима Украјине, које су појачали руски медији тврдећи да је етничко руско становништво у непосредној опасности.
Дана 27. фебруара је успостављена привремена влада и расписани су ванредни председнички избори. Следећег дана Јанукович се поново појавио у Русији и на конференцији за новинаре изјавио да остаје вршилац дужности председника Украјине, баш у тренутку када Русија почиње војну кампању на Криму. Лидери руског говорног подручја источних региона Украјине прогласили су трајну лојалност Јануковичу, што је изазвало проруске немире у Украјини 2014.

## Српски добровољци
Србија је законски забранили својим држављанима да ратују у Украјини. Међутим, неколико њих је отишло. Једни од њих су Радомир Почуча и Дејан Берић. Почуча је осуђен, док се Берић није ни враћао у Србију.